# 小行星8437
小行星8437（8437 Bernicla）是一颗绕太阳运转的小行星，为主小行星带小行星。该小行星于1971年3月26日发现。

## 轨道参数
小行星8437的轨道半长轴为2.5278514 UA，离心率为0.044。